# Добаш еквадорський
Доба́ш еквадорський (Picumnus sclateri) — вид дятлоподібних птахів родини дятлових (Picidae). Мешкає в Еквадорі і Перу.

## Підвиди
Виділяють три підвиди:
- P. s. parvistriatus Chapman, 1921 — захід Еквадору (від Манабі до Гуаясу);
- P. s. sclateri Taczanowski, 1877 — південний захід Еквадору (Ель-Оро, Лоха), півгічний захід Перу;
- P. s. porcullae Bond, J, 1954 — північний захід Перу (від центральної П'юри до півночі Ламбаєке).

## Поширення і екологія
Еквадорські добаші живуть в сухих чагарникових заростях та в сухих і вологих тропічних лісах. Зустрічаються на висоті до 1900 м над рівнем моря.